# Lucrecia Martel
Lucrecia Martel (ur. 14 grudnia 1966 w Salcie) – argentyńska reżyserka i scenarzystka filmowa, zaliczana do nurtu w tamtejszej kinematografii zwanego nowym kinem argentyńskim.

## Życiorys
Jej film Bagno (2001) zdobył Nagrodę im. Alfreda Bauera za innowacyjność na 51. MFF w Berlinie. Kolejne filmy Martel, Święta dziewczyna (2004) i Kobieta bez głowy (2008), startowały w konkursie głównym odpowiednio na 57. i 61. MFF w Cannes.
Następne dzieło reżyserki, Zama (2017), miało swoją premierę w ramach pokazów pozakonkursowych na 74. MFF w Wenecji. Film zdobył później w rodzinnej Argentynie wszystkie czołowe nagrody filmowe roku. 
Zasiadała w jury konkursu głównego na 59. MFF w Cannes (2006) oraz na 65. MFF w Wenecji (2008). Przewodniczyła obradom jury na 76. MFF w Wenecji (2019).